# Melinaea abitagua
Melinaea abitagua är en fjärilsart som beskrevs av Brown 1977. Melinaea abitagua ingår i släktet Melinaea och familjen praktfjärilar. Inga underarter finns listade i Catalogue of Life.